# Cassida quadricolorata
Cassida quadricolorata es un coleóptero de la familia Chrysomelidae.
Fue descrita científicamente en 1999 por Borowiec.